# Phelotrupes
Phelotrupes es un género de escarabajos de la familia Geotrupidae. En 1866 Jeckel describió el género. Esta es la lista de especies que lo componen: Presenta los subgéneros Chromogeotrupes, Eogeotrupes y Odontotrypes. Incluye las siguientes especies:
- Phelotrupes amethystinus Jekel, 1865
- Phelotrupes armatus (Boucomont, 1905)
- Phelotrupes auratus (Motschulsky, 1857)
  - Phelotrupes auratus auratus
- Phelotrupes bicolor (Fairmaire, 1888)
- Phelotrupes bolm Kral & Maly & Schneider, 2001
- Phelotrupes businskyorum Kral & maly & schneider, 2001
- Phelotrupes cambeforti Kral & Maly & Schneider, 2001
- Phelotrupes cheni Ochi, Kon & Bai, 2010
- Phelotrupes compressidens (Fairmaire, 1891)
- Phelotrupes davidis Deyrolle, 1878
- Phelotrupes denticulatus (Boucomont, 1905)
- Phelotrupes deuvei Kral & Maly & Schneider, 2001
- Phelotrupes formosanus (Miwa, 1930)
- Phelotrupes holzschuhi Kral & maly & schneider, 2001
- Phelotrupes hunanensis Kral & Maly & Schneider, 2001
- Phelotrupes immarginatus (Boucomont, 1904)
- Phelotrupes imurai (Masumoto, 1995)
- Phelotrupes indicus (Boucomont, 1905)
- Phelotrupes insulanus (Howden, 1965)
- Phelotrupes jekeli (Harold, 1869)
- Phelotrupes jendeki Kral & Maly & Schneider, 2001
- Phelotrupes kerzhneri Shokhin, 2008
- Phelotrupes kubani Kral & maly & schneider, 2001
- Phelotrupes laevifrons JEKEL, 1865
- Phelotrupes laevistriatus Motschulsky, 1857
- Phelotrupes lama Cervenka, 2009
- Phelotrupes masudai Ochi, Kon & Kawahara, 2010
- Phelotrupes masumotoi Kral & maly & schneider, 2001
- Phelotrupes metallescens (Fairmaire, 1894)
- Phelotrupes nikolajevi Kral & maly & schneider, 2001
- Phelotrupes oberthuri (Boucomont, 1905)
- Phelotrupes obscuratus (Fairmaire, 1889)
- Phelotrupes orientalis (Westwood, 1839)
- Phelotrupes oshimanus (Fairmaire, 1895)
- Phelotrupes schoolmeestersi Ochi, Kon & Kawahara, 2010
- Phelotrupes scutellatus (Fairmaire, 1887)
- Phelotrupes smetanai Kral & maly & schneider, 2001
- Phelotrupes strnadi Kral & Maly & Schneider, 2001
- Phelotrupes subaeneus Ochi, Kon & Bai, 2010
- Phelotrupes substriatellus (Fairmaire, 1897)
- Phelotrupes taiwanus (Miyake & Yamaya, 1995)
- Phelotrupes tenuestriatus (Fairmaire, 1887)
- Phelotrupes tsukamotoi Ochi, Kon & Kawahara, 2010
- Phelotrupes variolicollis (Boucomont, 1904)
- Phelotrupes wrzecionkoi Kral & maly & schneider, 2001
- Phelotrupes yangi Ochi, Kon & Bai, 2010
- Phelotrupes yunnanensis Kral & maly & schneider, 2001
- Phelotrupes zhangi Ochi, Kon & Bai, 2010